# Claude Paris (musicien)
Pour les articles homonymes, voir Paris.
Claude Paris est un compositeur français né à Lyon le 6 mars 1801 et mort à Paris le 25 juillet 1866.

## Biographie
Claude-Joseph Paris naît à Lyon le 6 mars 1801, au sein d'une famille de musiciens. Il est le fils d'Amand Paris et de Françoise Jacquaud,.
Il commence son éducation musicale avec son père, avant d'étudier la composition au Conservatoire de Paris auprès de Jean-François Lesueur,.
Après un second grand prix en 1825, Claude Paris remporte le premier prix de Rome l'année suivante avec sa cantate Herminie et devient pensionnaire de l'Académie de France à Rome en 1827 et 1828,.
En 1831, il épouse Céleste Lerouvillois,.
Il est chef d'orchestre au Théâtre du Panthéon et enseigne le piano, au pensionnat du Sacré-Cœur et au collège Sainte-Barbe, notamment,.
Comme compositeur, Claude Paris est l'auteur de plusieurs ouvrages lyriques, Indiana, un drame en cinq parties représenté pour la première fois au Théâtre de la Gaîté le 2 novembre 1833, La Guerre des servantes, drame en cinq actes et sept tableaux créé le 26 août 1837 au Théâtre de la Porte-Saint-Martin, les opéras-comiques La Veillée, donné à la Salle Ventadour en 1831, Une Quarantaine au Brésil, représenté à Dijon en 1847, et Le Cousin de Denise, créé en 1849 au Théâtre Beaumarchais.
Il meurt à Paris en son domicile de la rue du Château-d'Eau le 25 juillet 1866,.